# Cannon Mountain
Cannon Mountain ist ein 1240 Meter hoher Gipfel in den White Mountains im US-Bundesstaat New Hampshire. Er ist für seine Möglichkeiten zum Gebirgs- und Eisklettern sowie für das Skigebiet am Cannon Mountain bekannt. Bis zum endgültigen Zerfall im Jahre 2003 befand sich am Cannon Mountain die als Old Man of the Mountain bekannte Felsformation. Der Pass der Franconia Notch trennt ihn von der Franconia Range im Osten.

## Geschichte
Schon 1933 begann die erste größere Nutzung als Skigebiet, was es zu einem der ältesten Nordamerikas macht. 1938 wurde eine Pendelbahn als Skilift eingeführt. Dieser Lift war die erste Pendelbahn in den Vereinigten Staaten. Der Berg war Standort des ersten Alpinen Skiweltcup im Jahre 1967. Im Jahre 1972 wurde der Name des damaligen Profile Mountain zu Cannon Mountain geändert.